# Kettingzaagveiligheidsuitrusting

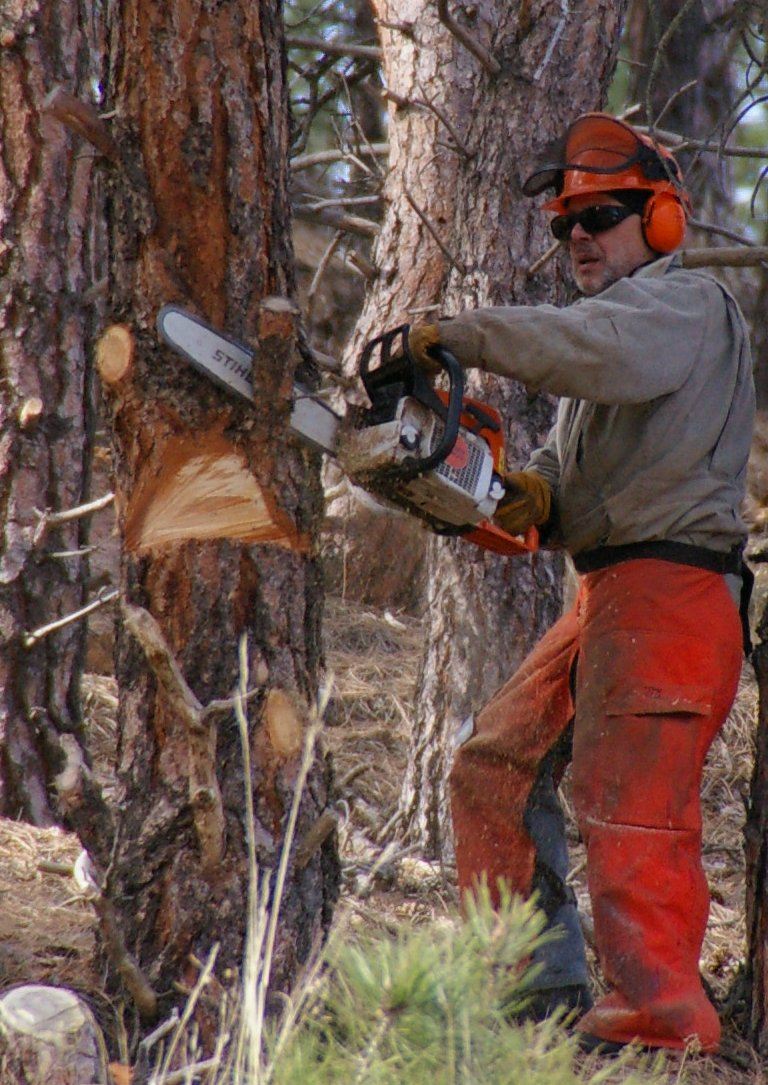
Een man zaagt terwijl hij een helm, veiligheidschoenen, veiligheidsbril, kettingzaagjas en kettingzaagbroek draagt.

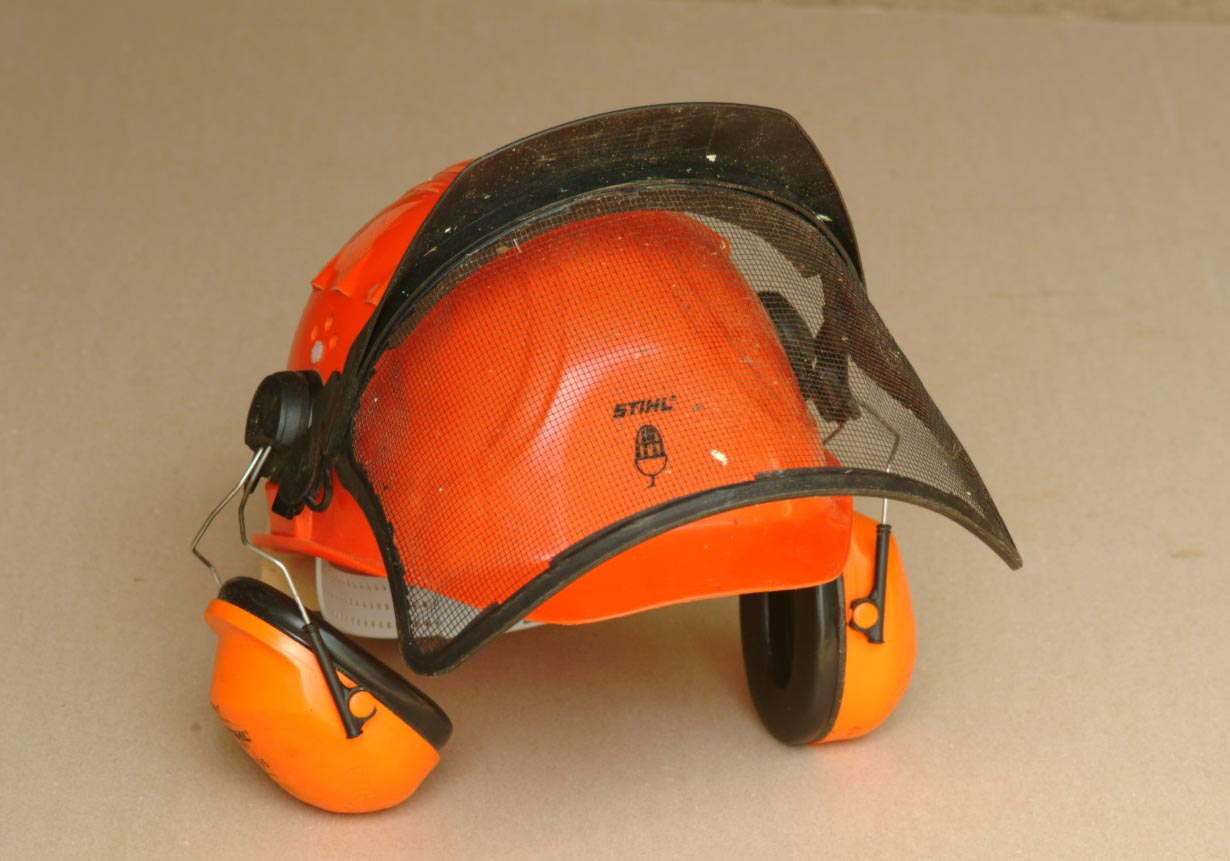
Helm met vizier en gehoorbescherming

Een kettingzaagveiligheidsuitrusting is een deel van de persoonlijke beschermingsmiddelen in de bosbouw welke het risico van verwonding bij bosbouwwerkzaamheden beperkt, vooral bij de omgang met een kettingzaag.

## Uitrusting
Tot een volwaardige uitrusting behoren de volgende uitrustingsmiddelen
- Gehoorbescherming, mag ook onderdeel zijn van de veiligheidshelm
- Veiligheidsbril, mag ook onderdeel zijn van de veiligheidshelm
- Kettingzaaghelm
- Kettingzaaghandschoenen
- Kettingzaagjas of andere beschermingsjas.
- Kettingzaagbroek
- Veiligheidsschoen, bij voorkeur zaaglaarzen

## Veiligheidsbril
De veiligheidsbril dient ter bescherming van de ogen tegen afspattende en/of rondvliegende deeltjes van bepaalde materialen.

## Kettingzaaghelm
Een kettingzaaghelm is voorzien van veiligheidsvizier en gehoorbescherming. De helm beschermt het hoofd tegen vallende objecten zoals takken. Het vizier voorkomt het in het gezicht spatten van houtsnippers en/of onder spanning staande takken. De gehoorbescherming beschermt het oor tegen het lawaai van de kettingzaag waardoor doofheid zou kunnen optreden

## Kettingzaaghandschoenen
Verkleinen de kans op verwonding van de hand. Kettingzaaghandschoenen zijn uitgevoerd met een gewatteerde bovenkant zodat een eventueel rondvliegende ketting de hand minder snel verwondt.

## Kettingzaagjas
Een kettingzaagjas beschermt de drager tegen weersinvloeden. De jas is voorzien van fluorescerende strepen en oranje kleur zodat de drager goed zichtbaar is. Daarnaast is de rechtermouw voorzien van extra bescherming tegen rondvliegende kettingen.

## Kettingzaagbroek
Een kettingzaagbroek is een vorm van veiligheidskleding bij het gebruik van een kettingzaag en bosmaaier. De broek beschermt de gebruiker tegen lichamelijk letsel door de ketting en/of rondvliegend gruis bij het bosmaaien. De broek is gevuld met vezels en op plekken met een hoger risico voorzien van verstevigingen. Als de draaiende ketting tegen de broek aankomt, gaan de vezels in de ketting en het kettingrondsel zitten, waardoor de ketting vastloopt en de motor doet afslaan. Daardoor wordt het risico op zwaar lichamelijk letsel verminderd.

## Veiligheidschoen
Veiligheidschoenen zijn schoenen voorzien van een stalen bodem en stalen neuzen. Dit ter bescherming van vallende objecten.

## Zaaglaarzen
Zaaglaarzen zijn een speciaal soort laars. De laarzen worden speciaal voor de bosbouw geproduceerd. Naast de gebruikelijke stalen bodem en stalen neuzen zijn de laarzen ook voorzien van extra enkelbescherming en een verstevigde schacht. Het voordeel van zaaglaarzen is dat ook in drassig gebied gewerkt kan worden.